# Seychellaria madagascariensis
Seychellaria madagascariensis är en enhjärtbladig växtart som beskrevs av Charles Henry Wright. Seychellaria madagascariensis ingår i släktet Seychellaria och familjen Triuridaceae.
Artens utbredningsområde är Madagaskar. Inga underarter finns listade.